# Сесилия Малмстрьом
Анна Сесилия Малмстрьом (на шведски: Anna Cecilia Malmström) е шведски политик от Либералната народна партия.
Родена е на 15 май 1968 година в Стокхолм, но израства в Гьотеборг, където през 1999 година завършва политология в Гьотеборгския университет и преподава за кратко. От края на 80-те участва активно в Либералната народна партия и през 1999 година става евродепутат, а през 2006 – 2010 година е министър по европейските въпроси в кабинета на Фредрик Райнфелд. През 2010 – 2014 година е еврокомисар за вътрешните работи в Комисията „Барозу II“, а от 2014 година – еврокомисар за търговията в Комисията „Юнкер“.